# 811.
◄ | 8. stoljeće | 9. stoljeće | 10. stoljeće | ►
◄ | 780-ih | 790-ih | 800-ih | 810-ih | 820-ih | 830-ih | 840-ih | ►
◄◄ | ◄ | 808. | 809. | 810. | 811. | 812. | 813. | 814. | ► | ►►
Astronomija • Književnost • Kršćanstvo • Pravo • Promet

## Događaji
- 2. listopada – Mihael I. Rangabe proglašen bizantskiim carem; Staurakije se povlači u manastir.

## Rođenja
- Bazilije I. Makedonac, bizantski car

## Smrti
- 26. srpnja – Nikefor I., bizantski car

## Vanjske poveznice
|  | Zajednički poslužitelj ima još gradiva o temi 811. |